# Wydrowice
Wydrowice (deutsch Weiderwitz, 1936–1945 Weidendorf O.S.) ist ein Dorf in der Gmina Niemodlin, im Powiat Opolski, der Woiwodschaft Oppeln im Südwesten von Polen.

## Geographie

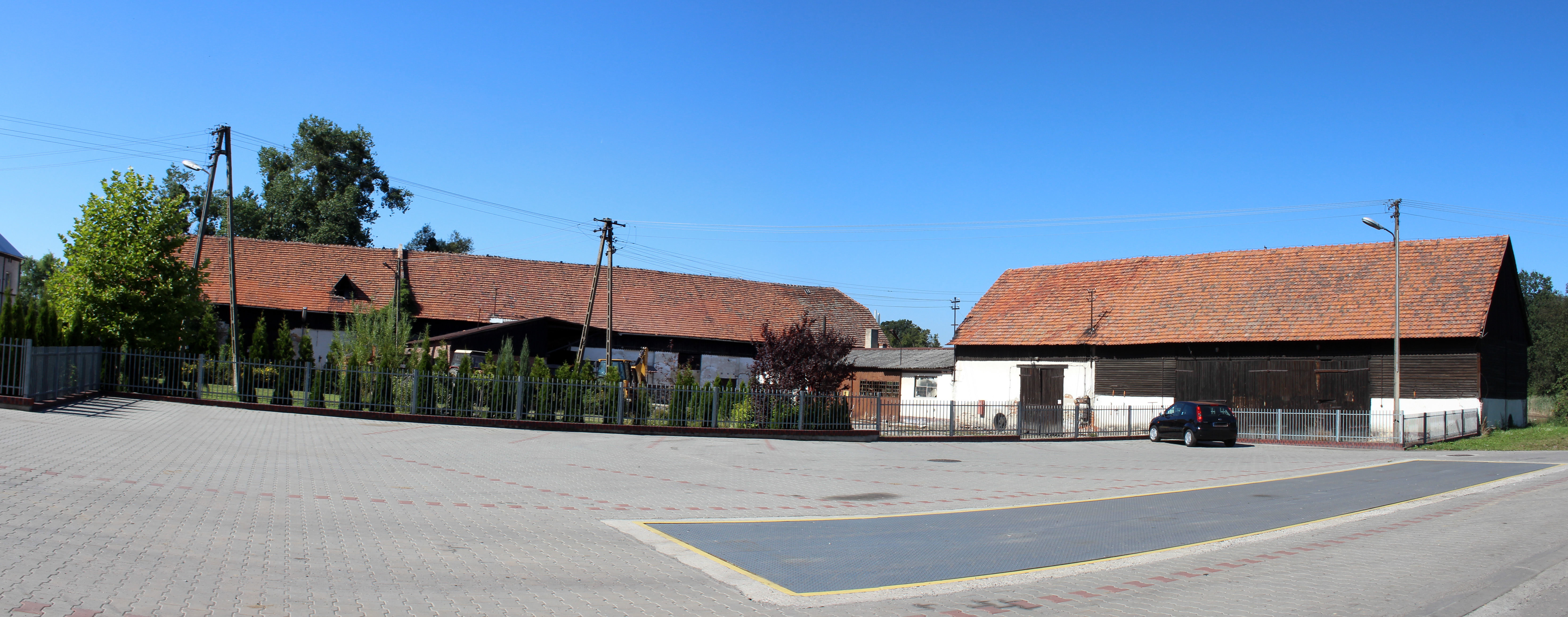
Landwirtschaftlicher Betrieb in Wydrowice

### Geographische Lage
Wydrowice liegt etwa drei Kilometer südöstlich vom Gemeindesitz Niemodlin (Falkenberg) und etwa 28 Kilometer westlich von der Kreisstadt und Woiwodschaftshauptstadt Oppeln. Wydrowice liegt in der Nizina Śląska (Schlesische Tiefebene) innerhalb der Równina Niemodlińska (Falkenberger Ebene).
Wydrowice liegt an der Steinau (poln. Ścinawa Niemodlińska). Durch den Ort verläuft die Woiwodschaftsstraße Droga wojewódzka 405.

### Nachbarorte
Nördlich von Wydrowice liegt der Gemeindesitz Niemodlin (dt. Falkenberg). Nordöstlich liegt das Dorf Sady (Baumgarten), im Südosten Skarbiszowice (Seifersdorf), südlich Tułowice (Tillowitz) und im Südwesten Lipno (Lippen).

## Geschichte
Das Dorf wurde im Jahr 1300 erstmals als Vidrovitz erwähnt.
1689 wurde das Dorf von der Herrschaft Falkenberg erworben.
Nach dem Ersten Schlesischen Krieg 1742 fiel Weiderwitz mit dem größten Teil Schlesiens an Preußen. 1783 lebten 83 Menschen im Ort.
Nach der Neuorganisation der Provinz Schlesien gehörte die Landgemeinde Weiderwitz ab 1816 zum Landkreis Falkenberg O.S. im Regierungsbezirk Oppeln. 1826 wurde die ehemalige Mühle an der Steinau zu einer Eisenhütte und zwei Frischfeuern umgebaut und erhielt den Namen Wilhelminenhütte. 1845 bestand das Dorf aus 29 Häusern und einem Vorwerk. Im gleichen Jahr lebten in Weiderwitz 218 Menschen, davon 100 evangelische. 1855 lebten 253 Menschen im Ort. 1865 zählte das Dorf 13 Gärtner- und 2 Häuslerstellen. Eingeschult waren die Einwohner nach Baumgarten und Falkenberg. 1874 wurde der Amtsbezirk Tillowitz gegründet, welcher aus den Landgemeinden Baumgarten, Ellguth-Tillowitz, Michelsdorf, Schedliske, Schiedlow, Seifersdorf, Tillowitz und Weiderwitz und den Gutsbezirken Baumgarten, Ellguth-Tillowitz, Schedliske, Schiedlow, Seifersdorf, Tillowitz und Weiderwitz bestand. 1885 zählte Weiderwitz 111 Einwohner.
1933 lebten in Weiderwitz 236 Menschen. Am 28. Juli 1936 erhielt die Ortschaft den Namen Weidendorf O.S. Im Jahr 1939 zählte das Dorf 232 Einwohner. Bis Kriegsende 1945 gehörte der Ort Weiderwitz zum Landkreis Falkenberg O.S.
Am 18. März 1945 rückte die Rote Armee im Dorf ein. Danach kam der bisher deutsche Ort Weidendorf O.S. unter polnische Verwaltung und wurde in Wydrowice umbenannt. Am 20. Juni 1946 wurde die restliche deutsche Bevölkerung vertrieben. 1950 kam der Ort zur Woiwodschaft Oppeln. 1999 kam der Ort als Teil der Gmina Niemodlin zum wiedergegründeten Powiat Opolski.